# Longwen, Guangdong
Longwen (kinesiska: 隆文) är en köping i sydöstra Kina. Den ligger i stadsdistriktet Meixian i staden Meizhou i provinsen Guangdong, omkring 350 kilometer nordost om provinshuvudstaden Guangzhou. Antalet invånare är 15 370. Befolkningen består av 7 718 kvinnor och 7 652 män. Barn under 15 år utgör 15,0 %, vuxna 15-64 år 67 %, och äldre över 65 år 17,0 %.